# Mortagne-au-Perche
Mortagne-au-Perche – miejscowość i gmina we Francji, w regionie Normandia, w departamencie Orne.
Według danych na rok 1990 gminę zamieszkiwały 4584 osoby, a gęstość zaludnienia wynosiła 533 osoby/km² (wśród 1815 gmin Dolnej Normandii Mortagne-au-Perche plasuje się na 35. miejscu pod względem liczby ludności, natomiast pod względem powierzchni na miejscu 603.).